# Korthorn

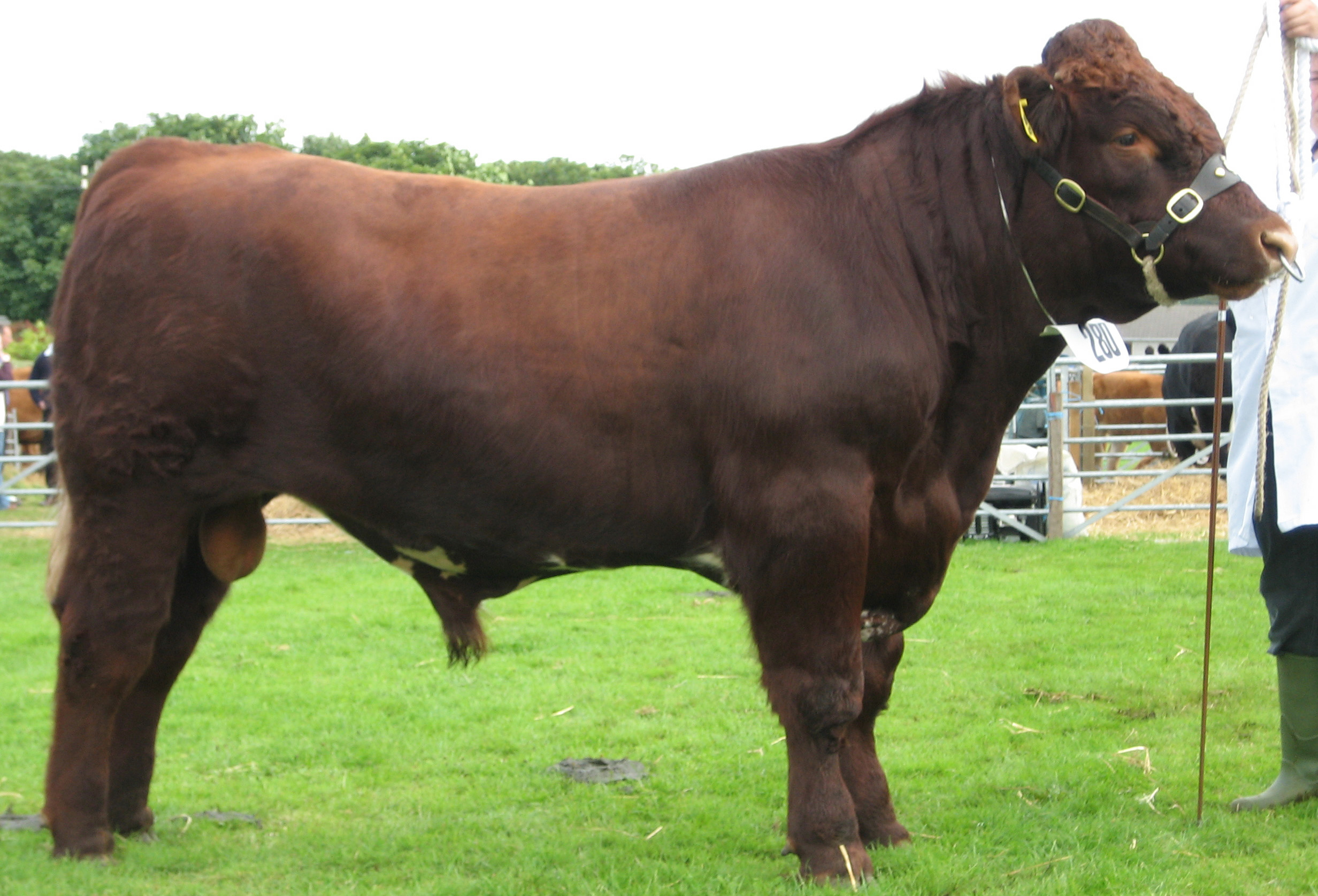
Shorthorn

Korthornsboskap eller Korthorn även kallad Brittisk korthorn är en nötkreaturras som avlades fram i nord östra England med början under tidigt 1800-tal.
Korthornsboskap används även som samlingsbeteckning på alla korthorniga nötkreatursraser, och man brukar då använda begreppet Brittisk korthorn för att skilja ut just den här boskapstypen.
Färgen är röd, stickelhårig, rödbrokig eller helt vit.
Korthornsboskapen har sitt ursprung i de ursprungliga boskapsbesättningarna i sydöstra England, omtalade redan under 1500-talet, vilka fram till 1700-talet inkorsades med Låglandsboskap från Tyskland och Nederländerna.
Robert Bakewells avlingsförsök inspirerade under slutet av 1700-talet till avel även på korthornsboskapen, och 1822 grundades den första stamboken för rasen som första nötkreatursras. Efterhand utvecklades två typer av korthorn, mjölkkorthorn (dairy shorthorn) och köttkorthorn (beef shorthorn) med skilda stamböcker. Särskilt köttkorthornen blev mycket populära och exporterades bland annat till Argentina, Australien och USA. Ännu på 1950-talet utgjorde Köttkorthorn över 30% av boskapen i Australien och Argentina. Rasen har dock senare förlorat i popularitet i takt med att nya raser övertagit dess roll.